# Heinz Aemisegger
Heinz Aemisegger (* 7. Januar 1947) ist ein Schweizer Jurist, ehemaliger Bundesrichter und Präsident des Bundesgerichts, des Obersten Gerichts der Schweiz. Er ist Mitglied der Christlichdemokratischen Volkspartei (CVP).

## Leben
Nachdem er das Studium der Rechtswissenschaften an der Universität Zürich 1972 mit dem Anwaltspatent des Kantons Schaffhausen abgeschlossen hatte, war er zunächst Sekretär des Obergerichts des Kantons Schaffhausen und dann zwischen 1973 und 1975 als juristischer Mitarbeiter der Schweizerischen Vereinigung für Landesplanung tätig. 1975 folgte seine Berufung zum Richter am Obergericht des Kantons Schaffhausen, dessen Vizepräsident er bereits 1977 wurde. 1983 wurde er dann Präsident der Kantonalen Rekurskommission für die Arbeitslosenversicherung. Daneben war er seit 1984 als nebenamtlicher Richter des Bundesgerichtes tätig.
Am 10. Dezember 1986 erfolgte seine Wahl zum Richter am Bundesgericht, des Obersten Gerichts der Schweiz. In dieser Funktion war er von 2001 bis 2002 dessen Vizepräsident und zwischen 2003 und 2004 auch dessen Präsident. Als Bundesgerichtspräsident wies er den Vorwurf des Präsidenten der Schweizerischen Volkspartei (SVP), Ueli Maurer, zurück, dass sich das Bundesgericht mehr und mehr in die Politik einmische.
Heinz Aemisegger trat auf den 31. Dezember 2014 von seinem Amt als Bundesrichter zurück.

## Veröffentlichungen
- Raumplanung und Entschaedigunspflicht. Materielle Enteignung und Vertrauensschutz  Schweizerische Vereinigung für Landesplanung, Bern, 1983.
- Aktuelle Fragen des Lärmschutzrechts in der Rechtsprechung des Bundesgerichts. Aufsatz URP 1994, S. 441–454
- Heinz Aemisegger, Alfred Kuttler, Pierre Moor, Alexander Ruch (Hrsg.): Kommentar zum Bundesgesetz über die Raumplanung (RPG). 1999, ISBN 978-3-7255-3837-9
- Fürsorgerische Freiheitsentziehung und Zwangsmedikation nach der Praxis des Bundesgerichtes. In: Gerhard Ebner, Volker Dittmann, Bruno Gravier, Klaus Hofmann, René Raggenbass (Hrsg.): Psychiatrie und Recht, forum gesundheitsrecht. Zürich / Basel / Genf 2005
- Die Bedeutung des US-amerikanischen Rechts bzw. der Rechtskultur des common law in der Praxis schweizerischer Gerichte – am Beispiel des Bundesgerichts. In: AJP 1/2008, S. 18–30 (Memento vom 12. Dezember 2012 im Webarchiv archive.today)